# Maison de Montpellier
La maison de Montpellier ou Guilhems (nom donné par certains généalogistes en raison de son premier ancêtre Guilhem) est une famille seigneuriale ayant possédé la seigneurie de Montpellier, en Languedoc, de la fin du Xe siècle au tout début du XIIIe siècle.

## Liste des vicomtes
- 985 - vers 1025 : Guilhem Ier de Montpellier
- vers 1025 - vers 1059 : Guilhem II de Montpellier, neveu du précédent, fils de Bérenger (ou de Bernard) de Montpellier.
- vers 1059 - vers 1068 : Guilhem III de Montpellier, fils du précédent.
- vers 1068-1085 : Bernard Guilhem IV de Montpellier, frère du précédent.
- 1085-1122 : Guilhem V de Montpellier, fils du précédent.
- 1122-1162 : Guilhem VI de Montpellier, fils du précédent, redoutable guerrier qui « las du tumulte des armes et revenu des illusions de ce monde, embrassa, en l'an 1149 [...] la vie monastique et [...] devint un modèle de religion et de piété. »[1]
- 1162-1173 : Guilhem VII de Montpellier, fils du précédent.
- 1173-1202 : Guilhem VIII de Montpellier, fils du précédent, frère aîné de Guy de Montpellier, refondateur de l'ordre des Hospitaliers du Saint-Esprit.
- 1202-1204 : Guilhem IX de Montpellier, fils du précédent.
- 1204-1213 : Marie de Montpellier (sœur aînée du précédent) et son époux Pierre II, roi d'Aragon, comte de Roussillon et de Cerdagne.